# 格納庫

格納庫の例

格納庫（かくのうこ、英: hangar）とは、航空機を風雨や砂塵などから守り、中で整備や補給、待機などを行う格納施設のこと。
英語の呼称であるハンガーの語源は「家畜小屋」を意味するフランス北部地方におけるフランス語の方言である。飛行場や空港の陸上にあるものだけでなく、航空母艦や航空機搭載艦艇にある航空機格納庫も「ハンガー」と呼ばれる。

## 概要

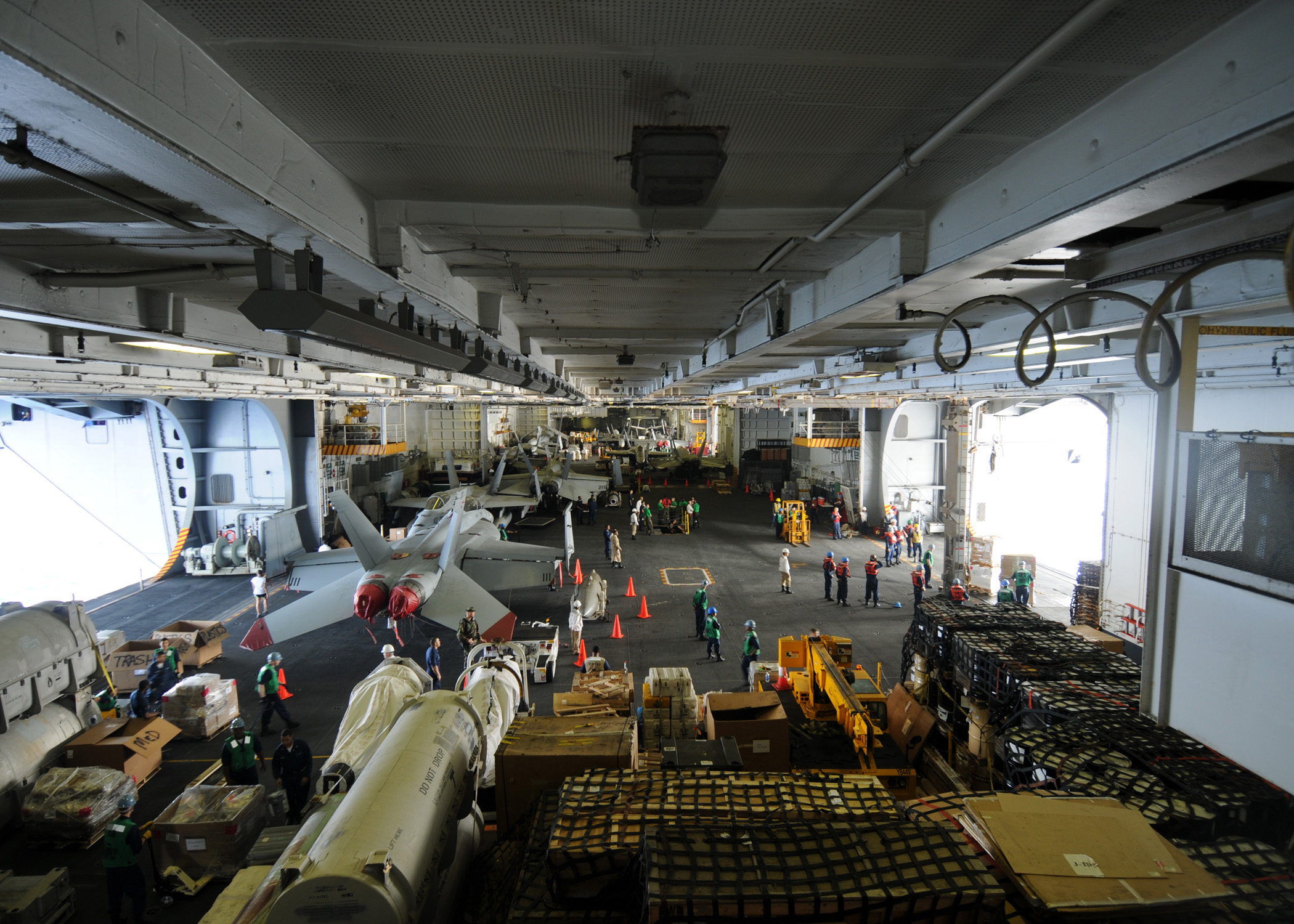
ジョージ・ワシントンの格納庫

工場や倉庫と同じく骨組みに板を張りプレハブ工法で建設されることが多いが、航空法の高さ制限などの規制をクリアしつつ広い空間を持つ建物であるため、設計・施工にはノウハウが必要となる。
大規模な空港には大型旅客機を格納・整備できる大型の格納庫が複数用意されており、空港の運営会社は航空会社と賃貸借契約を結ぶことで収益としている。自社の格納庫があればナイトステイや一般向けの見学会など整備以外の目的にも利用できる。格安航空会社では拠点空港以外に格納庫を持たないことでコストを削減している。
軍用の格納庫には空爆を想定しコンクリートなどで強化し掩体壕のような設計の耐爆格納庫（Hardened aircraft shelter）、目視点検など簡易整備時に日差しを防ぐテント型格納庫などが利用されている。スクランブルに備えた戦闘機用として滑走路脇で暖機したまま待機するアラートハンガーもある。
スウェーデンでは有事の際に戦闘機の滑走路として高速道路を利用するため、トンネルを即席の格納庫として使うことを想定している。また一部の機体は山中のシェルター状ハンガーに格納されている。
B-2ステルス爆撃機はステルス性維持に欠かせない機体整備を行うため高度な空調管理が可能な格納庫を利用する。
ソーラー・インパルスは翼幅が長すぎて格納できる場所が少ないため、空気で膨らませるドーム型の専用ハンガーが用意されている。
アメリカの航空会社や公的機関では格納庫の壁に星条旗を掲げることが多い。

## 創成期の格納庫
19世紀後半から20世紀前半にかけて、スウェーデン人の発明家カール・ナイバーグは自作の飛行機フルガン（未飛行）を格納するために小屋を使用した。
1902年、ライト兄弟は所有するグライダーの修理・保存のため、ノースカロライナ州に木造格納庫を建設した。オハイオ州でライトフライヤーの設計・組み立てを終えて2人が戻ってくるとその格納庫は壊れており、使い物にならなかったという話が残っている。
1909年に飛行機ブレリオ XIに乗ってのイギリス海峡横断を実現したルイ・ブレリオは1920年代前半、搭乗する単葉機を北フランスにある農場に不時着させ、機体を家畜小屋に突っ込ませた。フランス語で家畜小屋の事をハンガーと言うが、帰郷したブレリオは当時の家畜小屋製造会社REIDsteelに自家用ハンガーを電話で3つ注文し、これがハンガーの語源となった。それ以来、REIDsteel社は今日に至るまで80年以上ハンガーを作り続けている。

## 飛行船の格納庫
概して、飛行船用の格納庫は航空機用より大きいものが多い。これは、機体の高さが航空機と比べて高いことによるものである。初期の飛行船は浮上するために水素を用いていたため、飛行船用の格納庫は可燃性ガスの爆発を防ぐために漏電等で火花が発生しないような配慮がなされていた。また、万一の事故の際、格納庫内で次々に飛行船が誘爆しないよう、水素を使用した飛行船用のハンガーは1機か2機分の大きさのものがほとんどである。
第一次世界大戦期、ドイツはツェッペリンを用いてパリとロンドンを爆撃し、イギリスは軟式飛行船を用いて沿岸を警戒するなど、軍事的な用途に飛行船が使われるようになった。次々に発展する航空技術にあわせて格納庫は大型化などの進化を遂げていき、ツェッペリンを格納する水上ハンガーなども製作された。
1930年代に入り飛行船旅行の黄金時代が訪れると、世界中に飛行船係留用の支柱とハンガーが造られた。これらの中で最大のものはアメリカ海軍の飛行船「メイコン」と「アクロン」を組み立てるためにグッドイヤー社が建造したもので、全長358メートル、高さ61メートルもある。
第二次世界大戦期、アメリカ海軍は沿岸防衛計画のもと、全米各地に10あまりの飛行船基地を建設した。このうちのいくつかは現存している。オレゴン州ティラムークにあり現在はティラムーク航空博物館（Tillamook Air Museum）となっているハンガーは、独立の木造建築としては世界最大規模のものである。カリフォルニア州にあるタスティン航空基地には飛行船用として長さ327m、幅89m、高さ59mの大型格納庫が建設された。

## 画像集

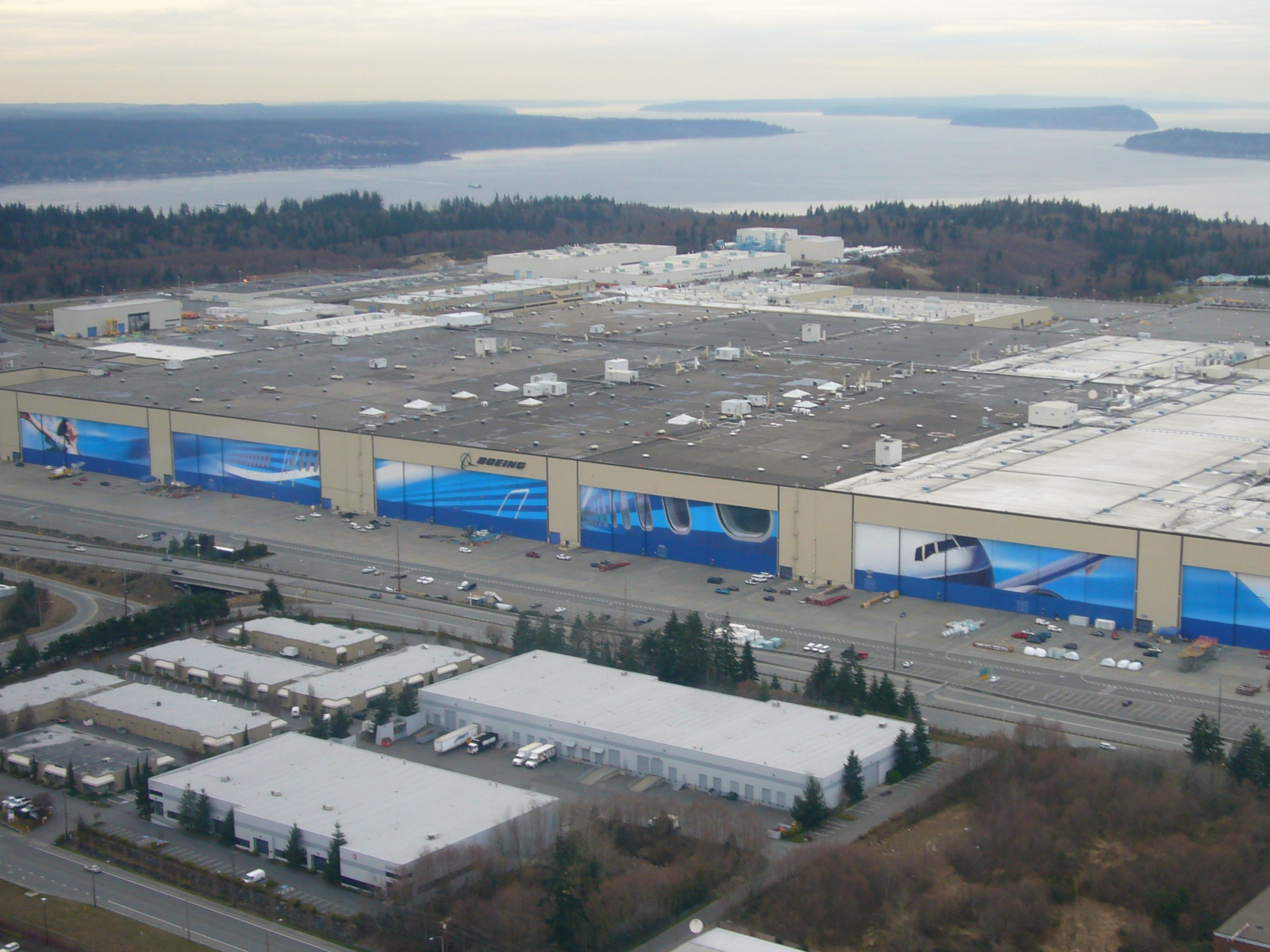
大型旅客機を格納できる大型格納庫と組み立て工場が並ぶボーイング・エバレット工場
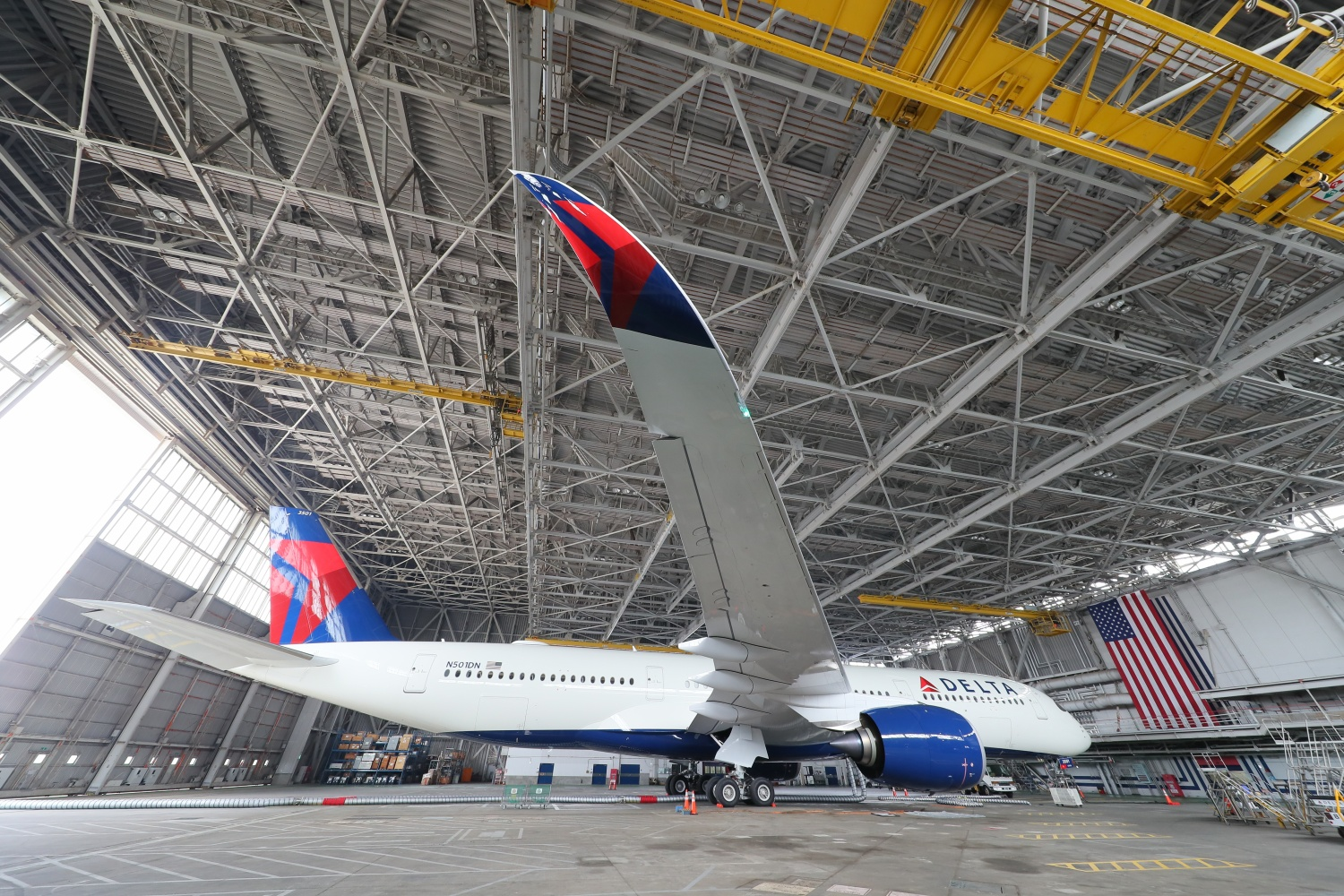
デルタ航空が成田国際空港の運営会社から借り上げている格納庫
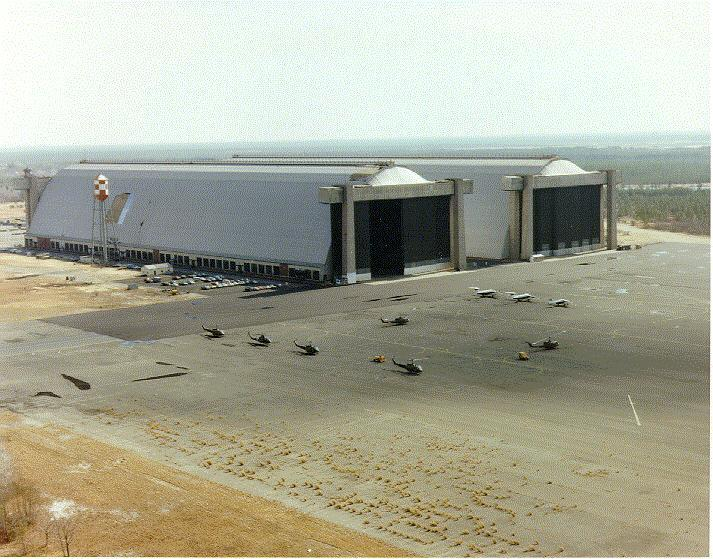
米レイクハースト海軍航空基地にあるハンガー
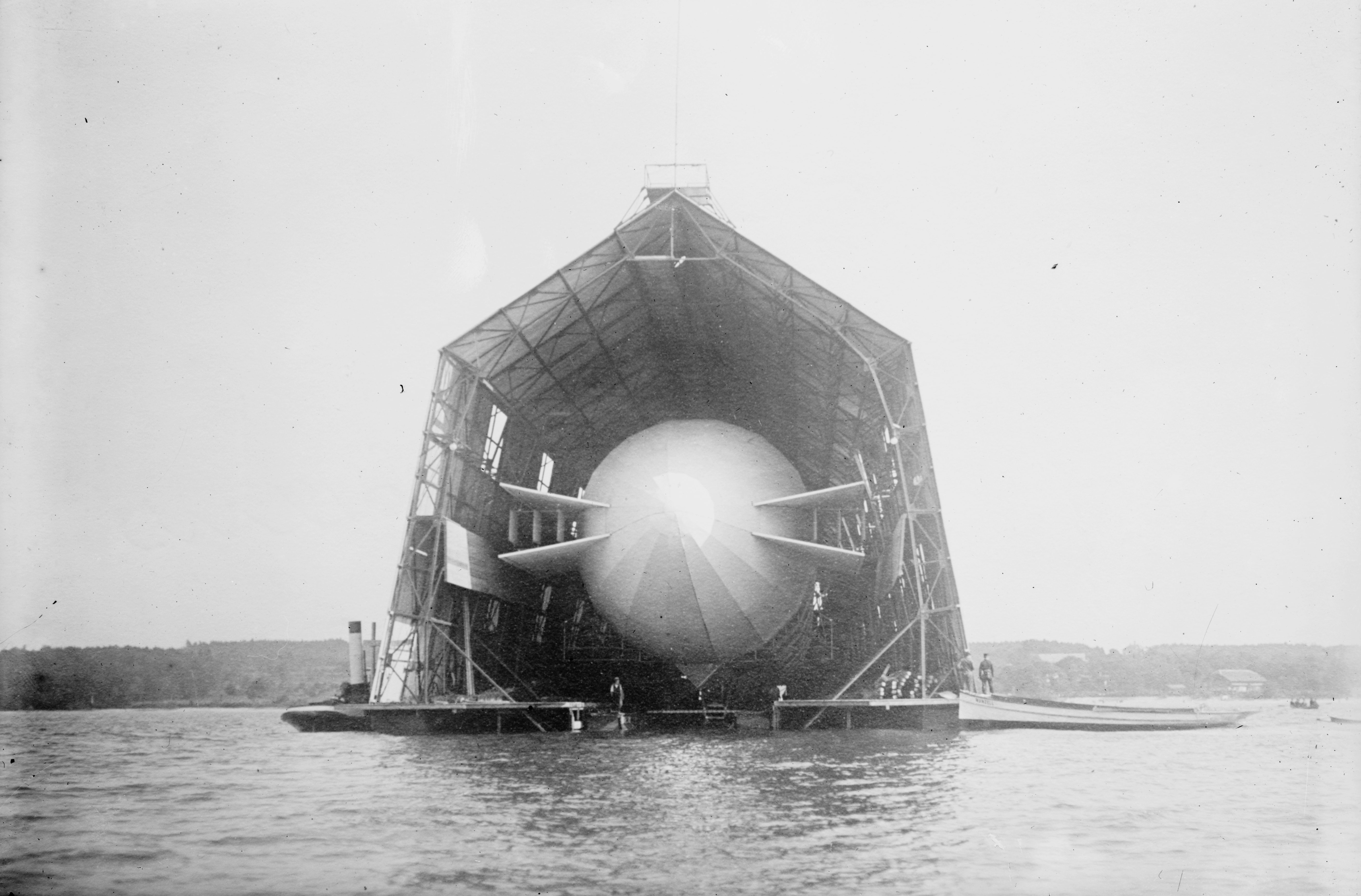
飛行船「ツェッペリン」用水上ハンガー
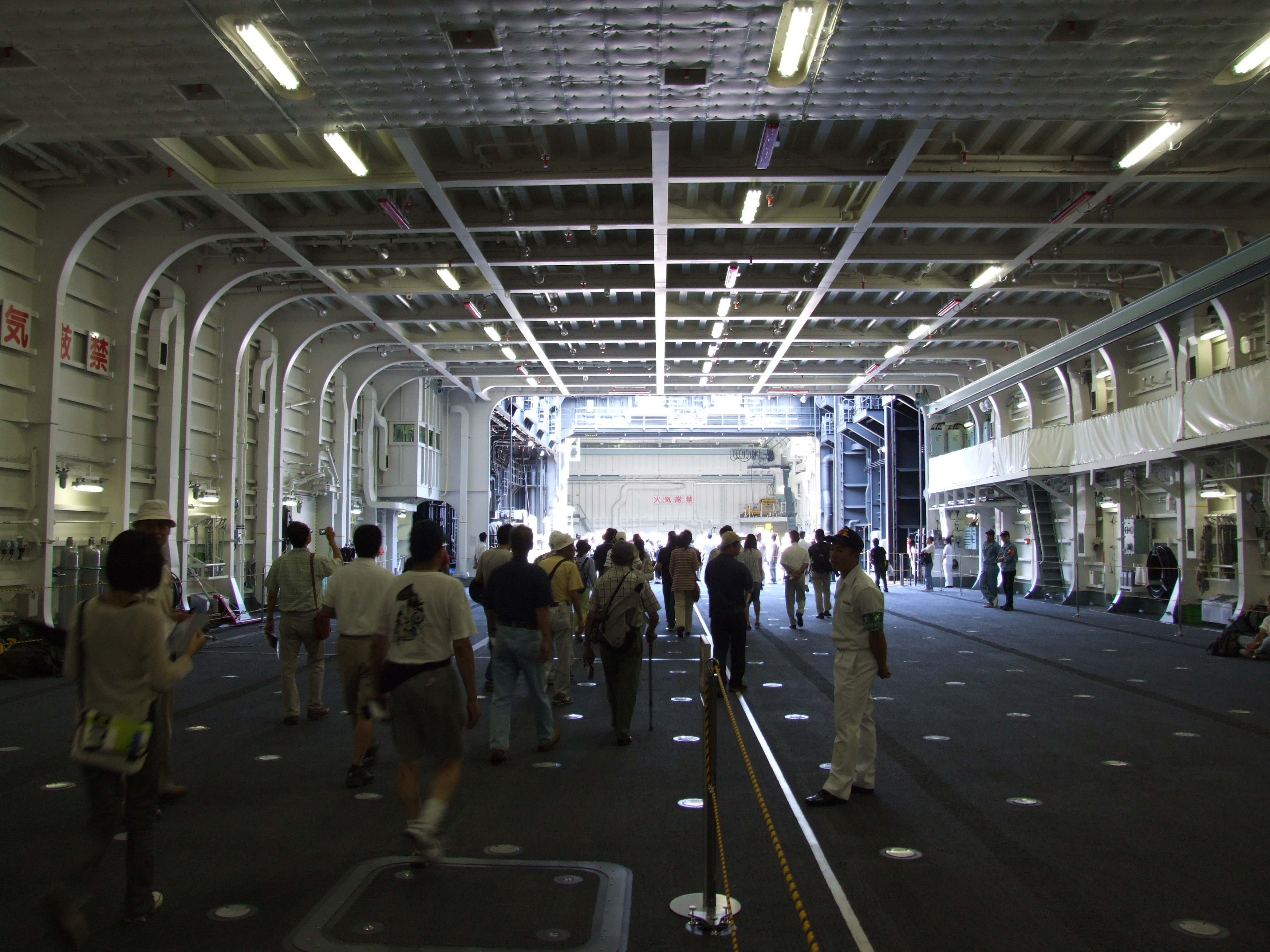
ヘリコプター護衛艦「ひゅうが」のハンガー。後部エレベーターの開口部から光が差し込んでいる。
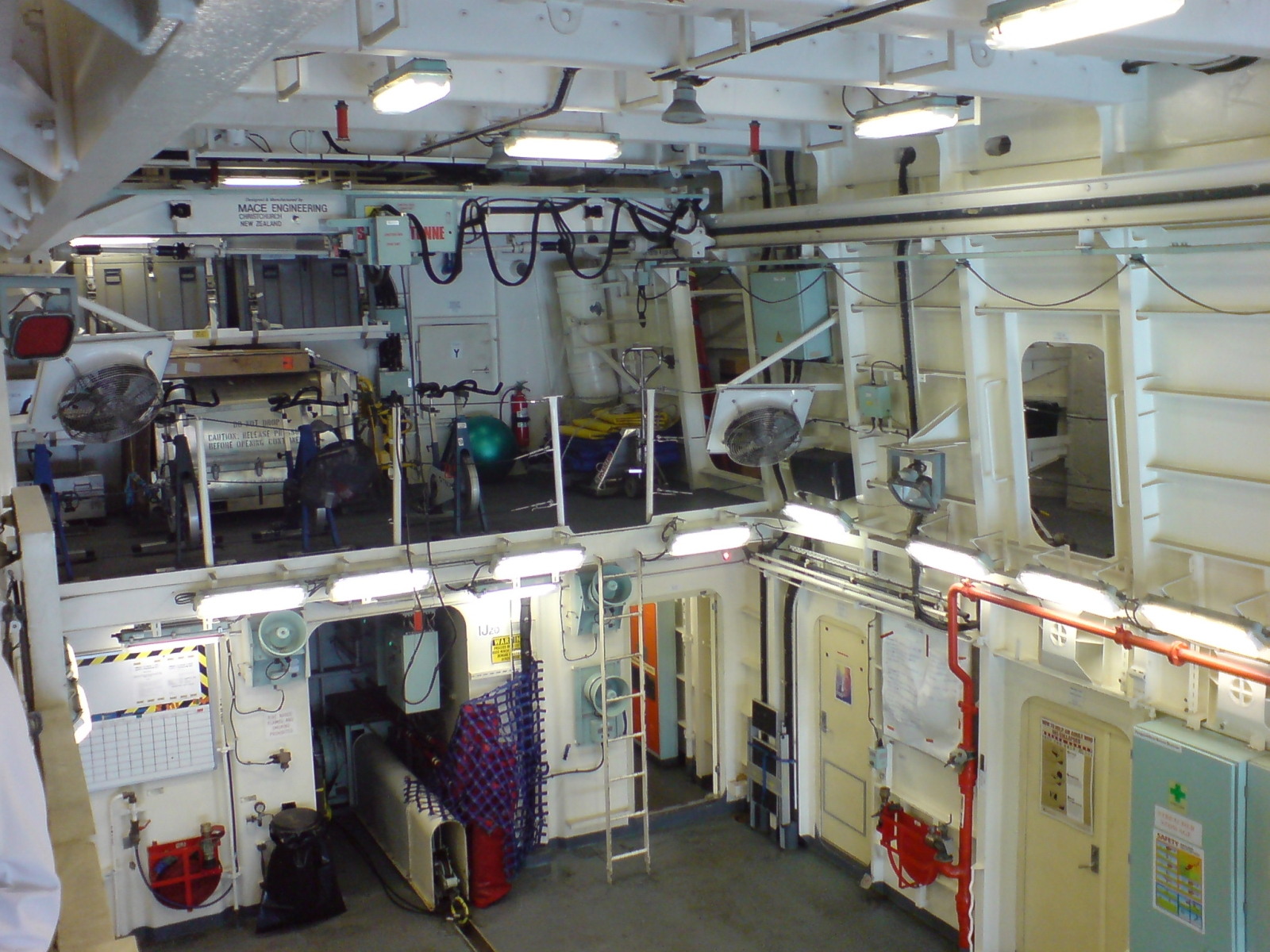
ニュージーランドのフリゲート「テ・カハ」のヘリコプター用ハンガー。
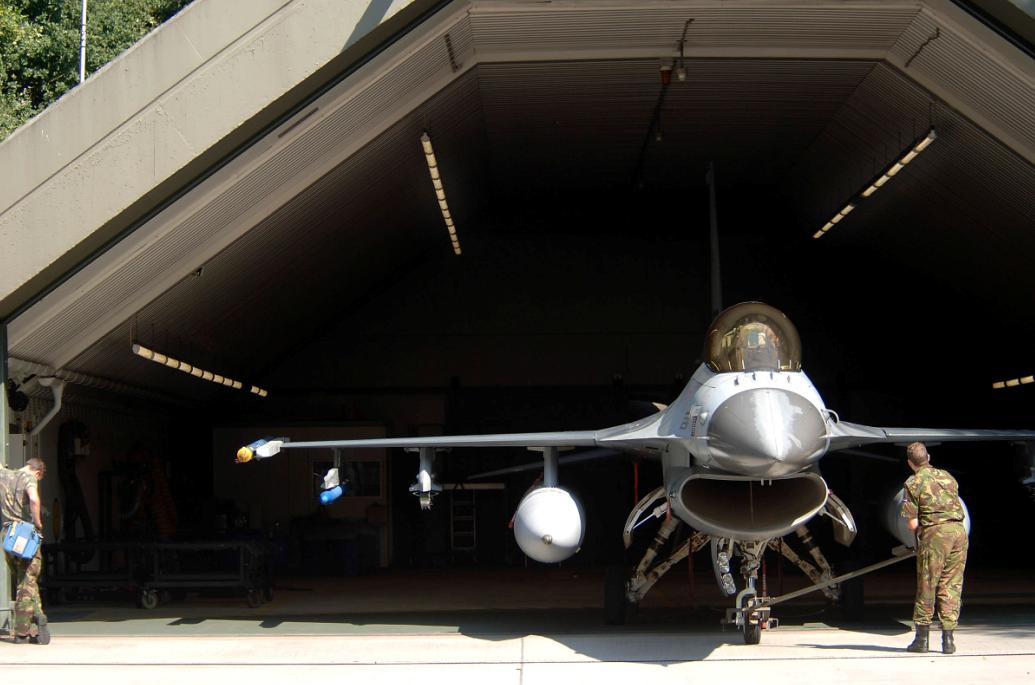
耐爆格納庫内のF-16
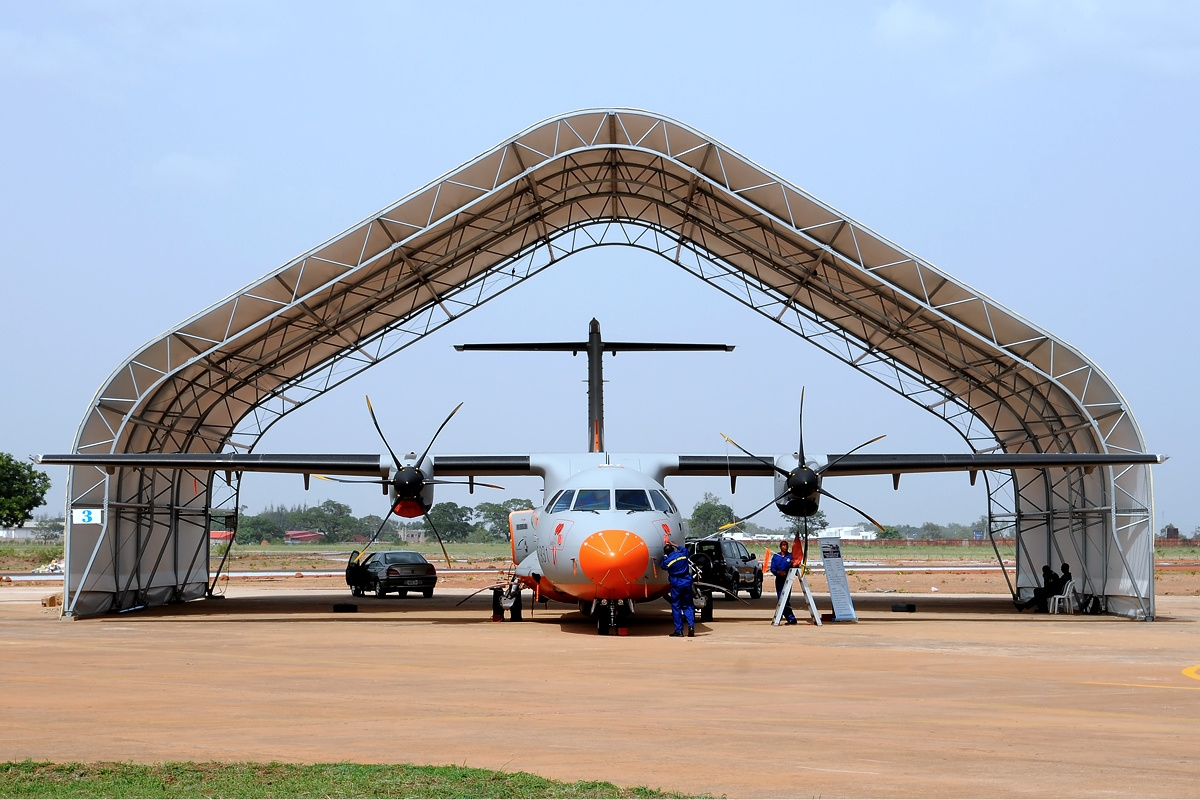
テント型格納庫で整備されるナイジェリア空軍のATR-42
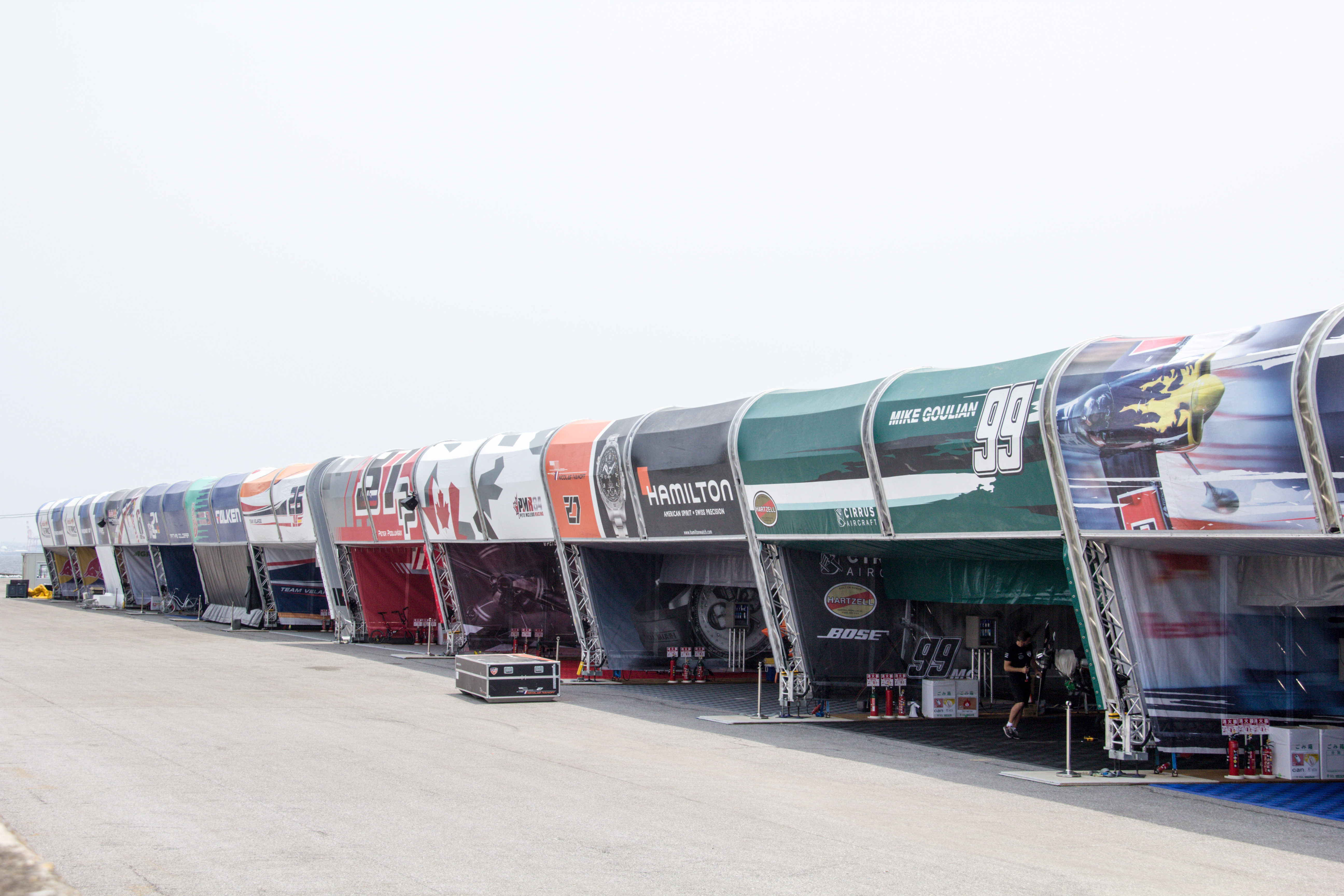
エアレースのために仮設されたテント型格納庫。
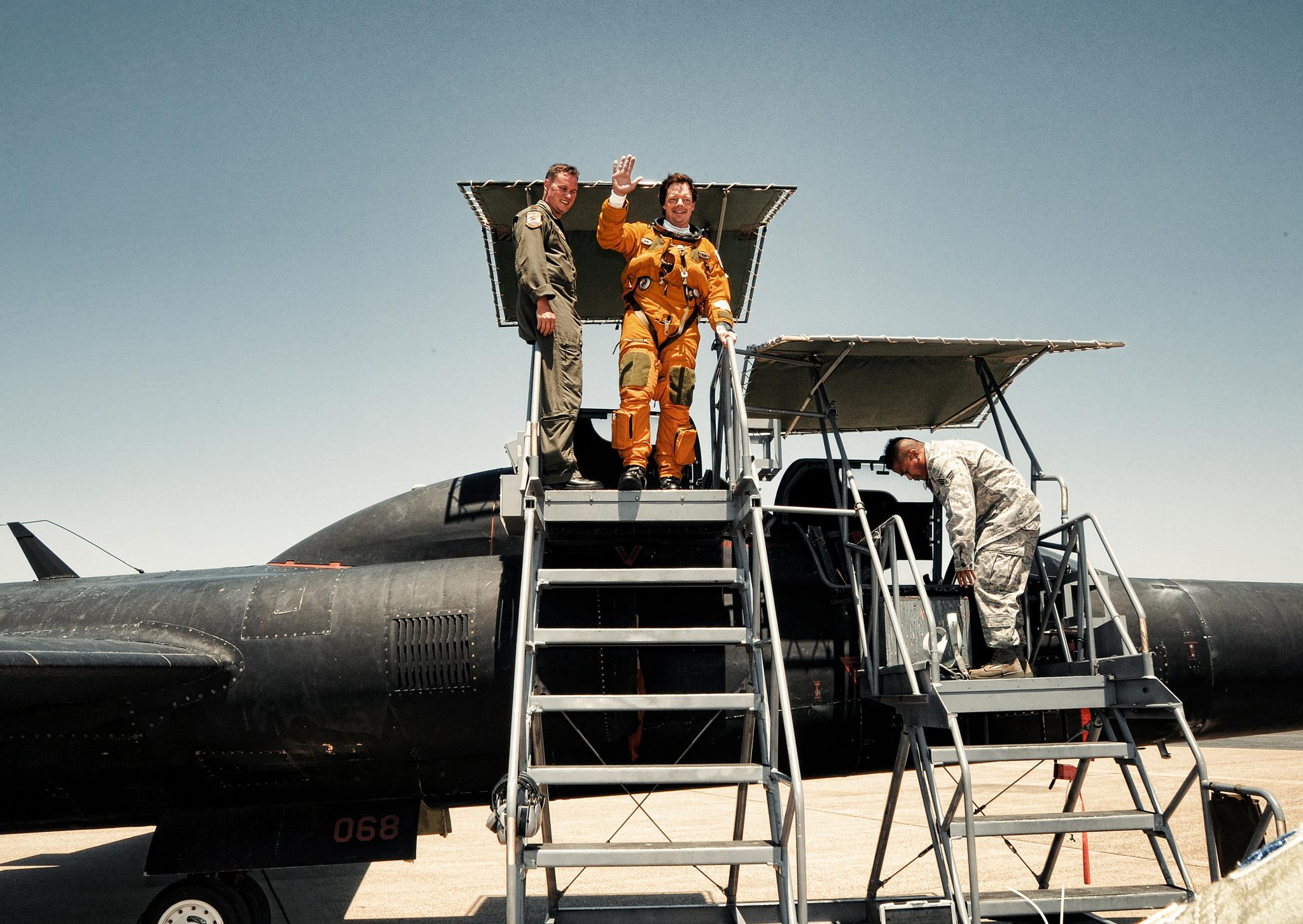
点検のため日差しよけを設置したU-2